# Cuévano

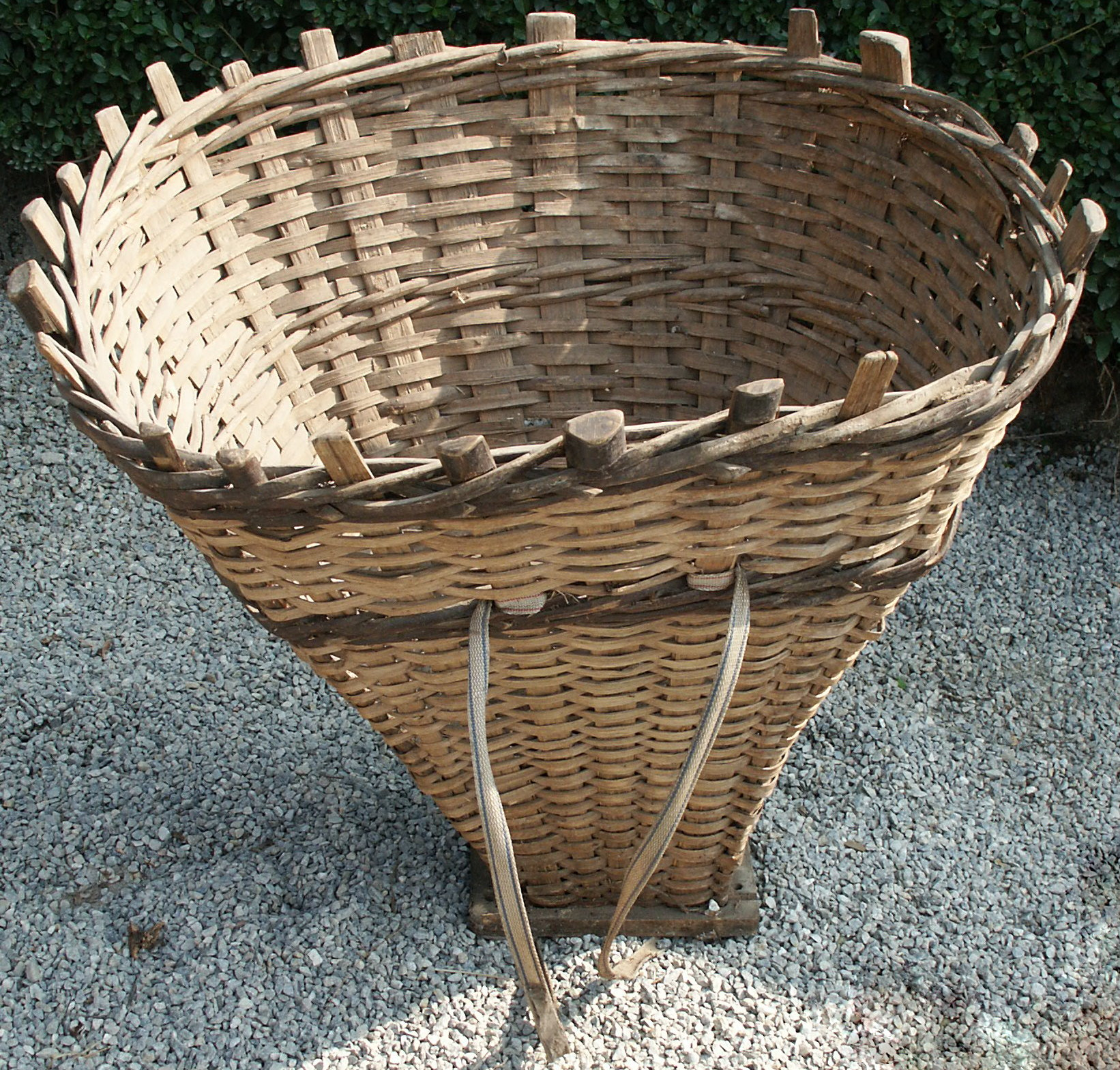
Cuévano manufacturado con mimbre y cañas entrelazadas.

Un cuévano es un cesto, con cierta mayor anchura en su parte superior que en la inferior, y que habitualmente se utilizaba como apero en las labores del campo, siendo un cesto portátil relativamente grande y más hondo que ancho.

## Etimología
La palabra cuévano deriva del griego κοφινος (cofinos), con el mismo significado.

## Características
Los materiales que se usaban tradicionalmente para hacer cuévanos eran el mimbre y la caña entrelazados. También se hacen mediante trabajos de pleitas de esparto. En las zonas donde abundan los castaños se hacen con tiras de la corteza del castaño entrelazadas. Mucho más modernos son los hechos de plástico.
Los cuévanos siempre suelen llevar asas; cuando se transportaban encima de la cabeza se utilizaba un rodete intermedio entre la cabeza y el cesto, que era un círculo hecho de paño o de otro material blando.

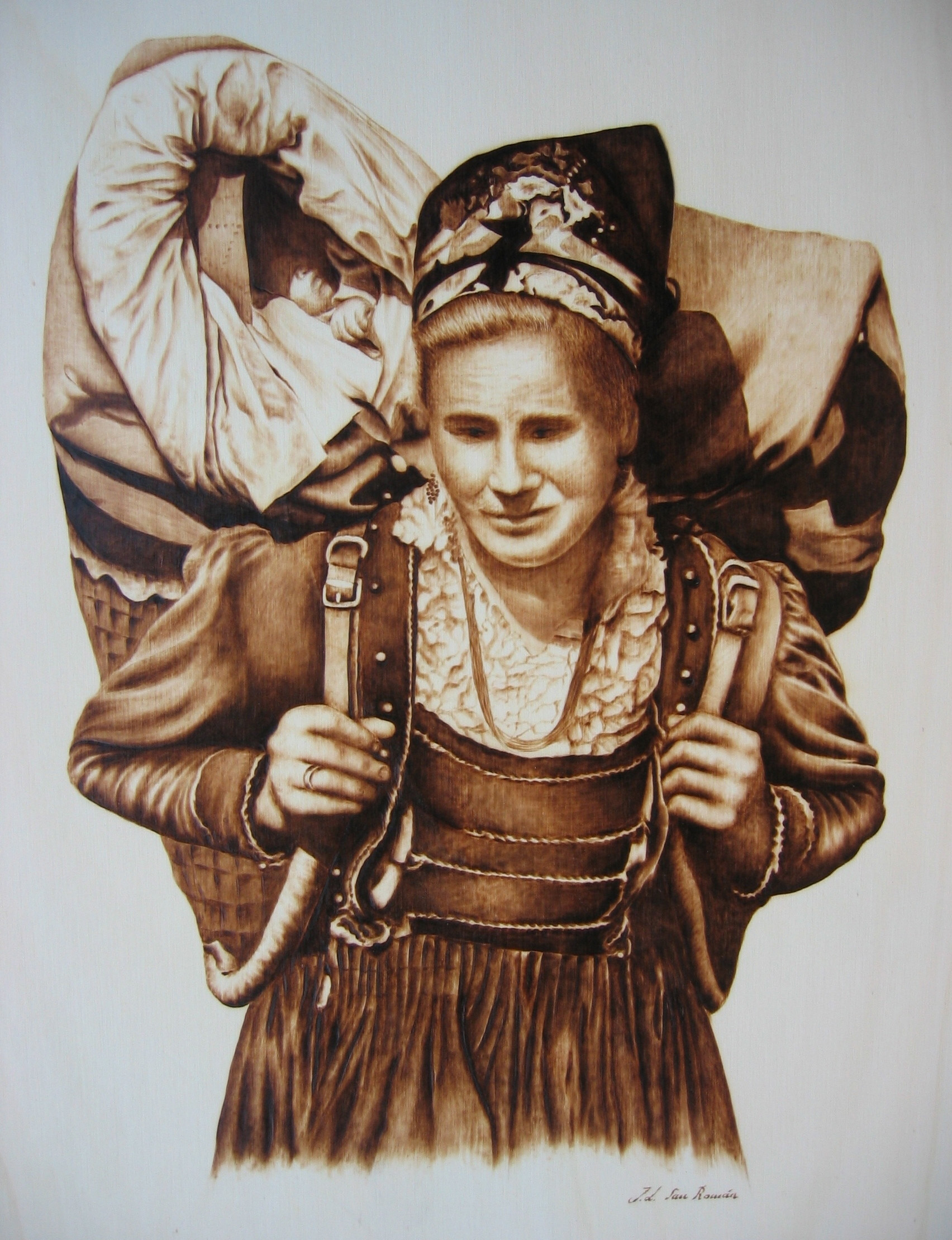
Pirograbado de una pasiega cargando con un cuévana para el transporte de bebés.

## Usos en los trabajos del campo
Antiguamente los cuévanos, al igual que cualquier tipo de cesto, tenían muchas utilidades. La más extendida, y que aún perdura, es la de vendimiar la uva. En este caso el cesto también recibe el nombre de vendimiador.
Al hacer la cosecha de la uva el recolector va llenando los cuévanos y los lleva a un recipiente más grande llamado portadora o samal.
La pollera es un cuévano sin fondo utilizado para guardar los pollitos.
También las mujeres campesinas adaptan el cuévano para transportar a sus bebés. El cesto se cargaba a la espalda, lo que permitía a las mujeres continuar con sus faenas del campo o del hogar, al tiempo que era utilizado de cuna cuando se quedaban a dormir en las cabañas.